# 小行星3830
小行星3830（3830 Trelleborg）是一颗围绕太阳公转的小行星。1986年9月11日，波爾·延森在霍尔拜克发现了此天体。
这颗小行星的绝对星等为53.34214等。